# Rak bishvilo
Singles représentant Israël au Concours Eurovision de la chanson
Time
(2012) Same Heart
(2014)

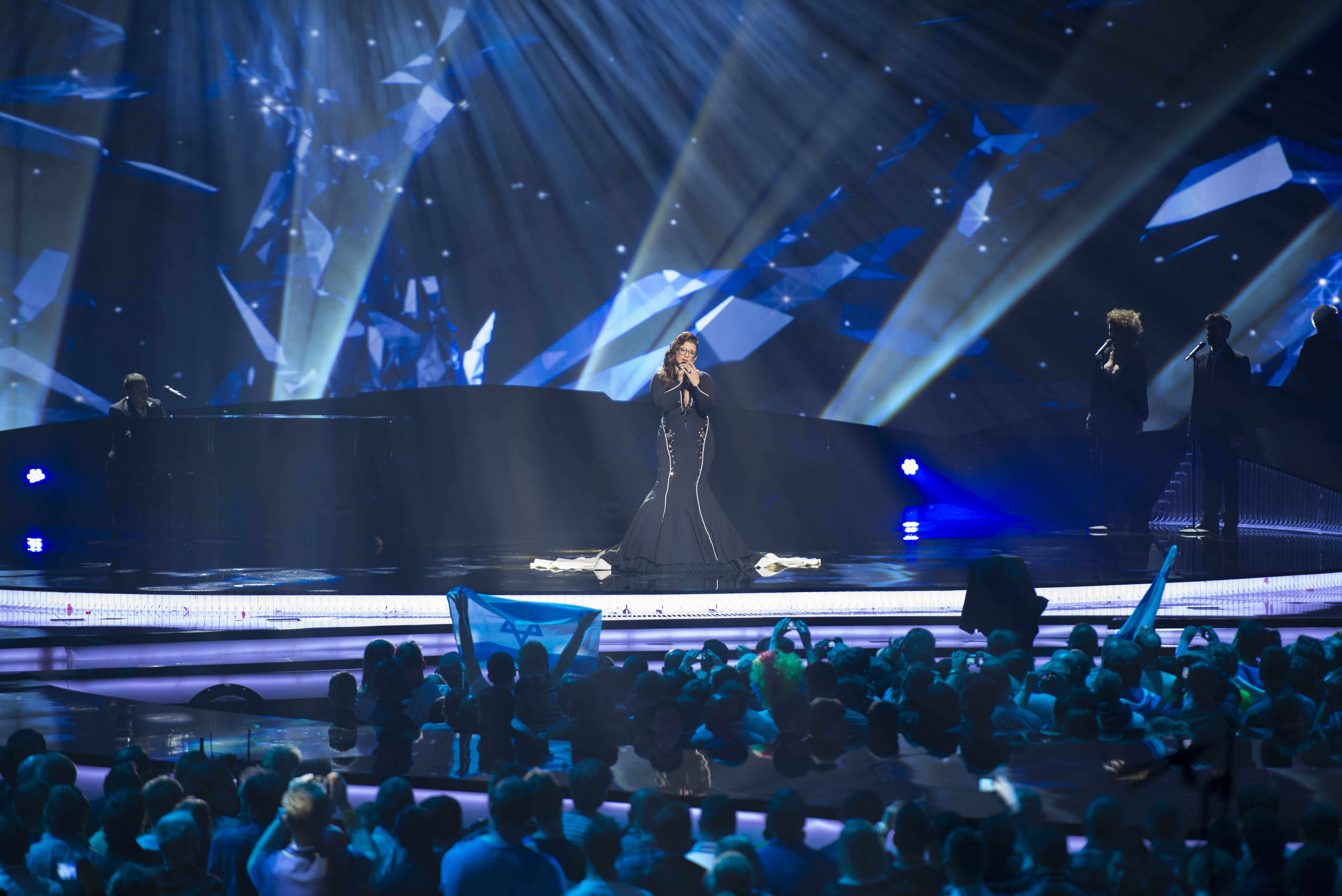
Moran Mazor en train d'interpréter Rak bishvilo durant une répétition de la seconde demi-finale du Concours Eurovision de la chanson 2013 à Malmö.

Rak bishvilo (en français, « Rien que pour lui ») est une chanson de la chanteuse israélienne Moran Mazor. Elle a été écrite par Han Harari et Gal Sarig et est surtout connue pour être la chanson qui représente Israël au Concours Eurovision de la chanson 2013 qui a lieu à Malmö en Suède. La chanson fut en compétition lors de la deuxième demi-finale le 16 mai 2013 mais n'a obtenu de place pour la finale du 18 mai en finissant à la 14e place avec 40 points.